# Возвращение домой (фильм, 1978)
«Возвращение домой» (англ. Coming Home) — американский драматический фильм 1978 года, снятый режиссёром Хэлом Эшби.

## Сюжет
Салли Хайд (Джейн Фонда) сильно нуждается в средствах. Её муж Боб (Брюс Дерн) на войне во Вьетнаме. Она устраивается санитаркой в военный госпиталь, где работает её подруга Виолет (Пенелопа Милфорд). Там она встречает старого друга, Люка Мартина (Джон Войт). Люк вернулся из Вьетнама парализованным. Между ними вспыхивает страсть. После того, как совершает самоубийство брат Виолет, ещё один ветеран, вернувшийся с войны с помутившимся рассудком, все помыслы Люка направлены на то, чтобы остановить бессмысленную бойню.

## Актёрский состав
- Джейн Фонда — Салли Хайд
- Джон Войт — Люк Мартин
- Брюс Дерн — капитан Боб Хайд
- Пенелопа Милфорд — Ви Мансон
- Роберт Каррадайн — Билл Мансон
- Роберт Гинти — сержант Динк Мобли
- Мэри Грегори — Марта
- Кэтлин Миллер — Кэти Делиль
- Бисон Кэрролл — Бисон Делиль
- Уилли Тайлер — Вирджил
- Лу Карелло — Босо
- Чарльз Киферс — Пи Ви
- Оливия Коул — Коррин
- Треза Хьюз — няня Дегрут
- Брюс Френч — доктор Линкольн

## Награды и номинации
| Премия                              | Категория                         | Номинант                                | Результат |
| ----------------------------------- | --------------------------------- | --------------------------------------- | --------- |
| «Оскар»                             | Лучший фильм                      | Джером Хеллман                          | Номинация |
| «Оскар»                             | Лучший режиссёр                   | Хэл Эшби                                | Номинация |
| «Оскар»                             | Лучшая мужская роль               | Джон Войт                               | Победа    |
| «Оскар»                             | Лучшая женская роль               | Джейн Фонда                             | Победа    |
| «Оскар»                             | Лучшая мужская роль второго плана | Брюс Дерн                               | Номинация |
| «Оскар»                             | Лучшая женская роль второго плана | Пенелопа Милфорд                        | Номинация |
| «Оскар»                             | Лучший оригинальный сценарий      | Нэнси Дауд, Уолдо Солт, Роберт Си Джонс | Победа    |
| «Оскар»                             | Лучший монтаж                     | Дон Циммерман                           | Номинация |
| «Золотой глобус»                    | Лучший фильм — драма              |                                         | Номинация |
| «Золотой глобус»                    | Лучший режиссёр                   | Хэл Эшби                                | Номинация |
| «Золотой глобус»                    | Лучшая мужская роль — драма       | Джон Войт                               | Победа    |
| «Золотой глобус»                    | Лучшая женская роль — драма       | Джейн Фонда                             | Победа    |
| «Золотой глобус»                    | Лучшая мужская роль второго плана | Брюс Дерн                               | Номинация |
| «Золотой глобус»                    | Лучший сценарий                   | Уолдо Солт, Роберт Си Джонс             | Номинация |
| Каннский кинофестиваль              | Золотая пальмовая ветвь           | Хэл Эшби                                | Номинация |
| Каннский кинофестиваль              | Лучшая мужская роль               | Джон Войт                               | Победа    |
| Национальный совет кинокритиков США | Лучшая мужская роль               | Джон Войт                               | Победа    |
| Национальный совет кинокритиков США | ТОП 10 лучших фильмов года        |                                         | Победа    |
| Премия Гильдии режиссёров США       | Лучший режиссёр                   | Хэл Эшби                                | Номинация |
| Премия Гильдии сценаристов США      | Лучшая оригинальная драма         | Уолдо Солт, Роберт Си Джонс             | Победа    |

- В общей сложности картина была удостоена 13 кинопремий и 11 номинаций.